# NGC 888
NGC 888 è una vasta galassia ellittica piuttosto allungata, situata nella costellazione dell'Orologio, a una distanza di circa 417 milioni di anni luce dalla nostra Via Lattea.

## Scoperta
La galassia è stata scoperta il 6 ottobre 1834 dall'astronomo britannico John Herschel.

## Descrizione
NGC 888 è una radiogalassia a spettro continuo (Flat-Spectrum Radio Source).
NGC 888 e ESO 115-003 formano una coppia di galassie nella stessa porzione di cielo.
Dato che la distanza di ESO 115-003 è di circa 439 milioni di anni luce (134,65 Mpc), paragonabile a quella di NGC 888, è possibile che le due galassie formino una coppia reale e non solo visuale.